# Luis Miguel Arconada Echarri
Luis Miguel Arkonada Echarri (Donostia, 26 de juny de 1954) fou un mític porter de futbol basc, capità de la Reial Societat, on jugà entre 1974 i 1989. Va ser internacional amb la selecció espanyola.

## Carrera esportiva
Arconada realitzà els seus primers passos al Lengokoak de Donostia, d'on fou fitxat per la Reial Societat l'any 1970, on després d'unes quantes campanyes en l'equip filial, passà a formar part de la primera plantilla l'any 1974.
Durant les seves primeres temporades, Pedro María Artola i Urruti tancaren la titularitat a Arconada, això no obstant, Artola fitxà pel Futbol Club Barcelona l'any 1975, de manera que Arconada esdevingué el segon porter, debutant així amb la Real en un partit de la Copa de la UEFA contra el Liverpool FC el 22 d'octubre de 1975 i aquella temporada Arconada ja aconseguí esdevenir el porter titular de l'equip txurri-urdin, obligant Urruti a anar-se'n per a poder gaudir de minuts.
Des de 1976 Arconada fou el porter titular de la Reial Societat durant 13 temporades, disputant 551 partits oficials i guanyant 2 Lligues, 1 Supercopa i 1 Copa del Rei. Al llarg de la seva carrera Arconada guanyà també 3 trofeus Zamora com a porter menys golejat de la Lliga. Arconada es retirà l'any 1989.
A nivell internacional, Arconada fou el porter titular de la selecció espanyola entre 1977 i 1985, disputant un total de 68 partits. El seu major èxit fou el subcampionat aconseguit al Campionat d'Europa de futbol 1984 de França.

## Palmarès
- 2 Lliga espanyola: 1981 i 1982
- 1 Supercopa espanyola: 1982
- 1 Copa del Rei: 1987
- 3 Trofeu Zamora: 1980, 1981 i 1982